# Виницкая волость
Виницкая во́лость — волость в составе Лодейнопольского уезда Олонецкой губернии.

## Общие сведения
Волостное правление располагалось в селении Великодворская Корнышева.
В состав волости входили сельские общества, включающие 160 деревень:
- Виницкое общество
- Каргинское общество
- Ладвинское общество
- Макушевское общество
- Немжинское общество
- Озерское общество
- Тукшинское общество
- Тумазовское общество
- Чикозерское общество

На 1890 год численность населения волости составляла 5726 человек.
На 1905 год численность населения волости составляла 6785 человек. В волости насчитывалось 1103 лошади, 1770 коров и 1224 головы прочего скота.
В ходе реформы административно-территориального деления СССР в 1927 году волость была упразднена. 1 августа 1927 года вошла в образованный Винницкий район (Ленинградская область).
В настоящее время территория Виницкой волости относится в основном к Подпорожскому району Ленинградской области.